# Taishi Matsumoto
Taishi Matsumoto (松本 泰志 Matsumoto Taishi?, Saitama, 22 de agosto de 1998) es un futbolista japonés que juega como centrocampista en el Urawa Red Diamonds.

## Trayectoria

### Clubes
| Club                    | País  | Año       |
| ----------------------- | ----- | --------- |
| Sanfrecce Hiroshima     | Japón | 2017-2024 |
| Avispa Fukuoka (cedido) | Japón | 2020      |
| Cerezo Osaka (cedido)   | Japón | 2021      |
| Urawa Red Diamonds      | Japón | 2025-     |

## Palmarés

### Títulos nacionales
| Título         | Club                | País  | Año  |
| -------------- | ------------------- | ----- | ---- |
| Copa J. League | Sanfrecce Hiroshima | Japón | 2022 |